# Луар (село, Северная Осетия)
Луар (осет. Луар) — покинутое село в Алагирском районе Республики Северная Осетия-Алания. В XXI веке руинизировано.

## География
Находится на правом берегу реки Ардон в Алагирском ущелье.

## История
Селение Луар занимала одна фамилия Цогоевых, предок которых — Цогой, по преданию был выходцем из Архона. Цогой имел двух братьев, Кадза и Албора, которые после выселения из Луара образовали фамилии Кадзаевых и Алборовых, обосновавшихся в ряде мест Центральной и Южной Осетии.

## Транспорт
Село доступно по Транскавказской магистрали, либо от посёлка Геологов, либо от Нижнего Унала. Также от села идёт горная дорога до Архонского рудника. 